# Waiparous
Waiparous est un village d'été (summer village) de Bighorn No 8, situé dans la province canadienne d'Alberta.

## Démographie
En tant que localité désignée dans le recensement de 2011, Waiparous a une population de 42 habitants dans 21 de ses 43 logements, soit une variation de -14,3 % avec la population de 2006. Avec une superficie de 0,407 8 km2, village d'été possède une densité de population de 102,991 7 hab/km2 en 2011.
Concernant le recensement de 2006, Waiparous abritait 49 habitants dans 21 de ses 33 logements. Avec une superficie de 0,407 9 km2, village d'été possédait une densité de population de 120,1 hab/km2 en 2006.
| 2001 | 2006 | 2011 | 2016 |
| ---- | ---- | ---- | ---- |
| 55   | 49   | 42   | 49   |